# کولدو (شهرستان قدم‌جای)
کولدو (به لاتین: Kuldu) یک منطقهٔ مسکونی در قرقیزستان است که در شهرستان قدم‌جای واقع شده‌است. کولدو ۵٬۴۴۷ نفر جمعیت دارد.